# Usdrila
Usdrila (fl. VI secolo) è stato un generale ostrogoto, attestato a Rimini nel 552, celebre per le sue azioni durante le fasi conclusive delle guerre greco-gotiche.

## Biografia
Poche notizie sono sopravvissute su questo generale; il suo nome emerge nelle fonti unicamente in relazione agli eventi del 552. Appartenente a famiglia di “gottica schiatta” e destinato al presidio di Ariminum (l’odierna Rimini), era già «famosissimo nell’arte della guerra» quando, nel corso della campagna di riconquista dell’Italia guidata dal generale bizantino Narsete, si distinse per il coraggio e l’abilità tattica che gli valsero il comando delle truppe ostrogote in quella regione.
Al principio del giugno 552, dopo che Narsete ebbe occupato Ravenna, Usdrila lanciò un audace invito allo scontro: con uno scritto indirizzato a Valeriano, uno dei magistri della milizia imperiali, lo esortò a non indugiare nelle fortificazioni di Ravenna ma a combattere «onde non rimangano più a lungo sospese le nostre speranze».
Inviato da Narsete a forzare il passo presso Ariminum, l’esercito bizantino si trovò inizialmente bloccato da un accesso reso impraticabile dalla distruzione del ponte. Mentre Narsete cercava soluzioni, Usdrila raccolse un drappello di cavalieri e tentò un’incursione rapida per sorprendere i nemici accampatisi al margine opposto del fiume. Tuttavia, all’avanguardia dei Goti si parò un reparto di Eruli: nel conflitto che ne seguì, Usdrila fu colpito a morte e decapitato. La testa fu portata a Narsete come trofeo, segno – secondo i contemporanei – del favore divino accordato ai Bizantini. Per il coraggio dimostrato, Usdrila venne comunque descritto da Procopio come un «buon soldato».
Alla notizia della morte di Usdrila, il re ostrogoto Teia radunò i superstiti e si diresse verso l’Appennino per attestarsi in posizione difensiva. Qui, ascoltati gli “officiosi consigli” di Narsete, Totila – che nel frattempo era rimasto a Roma in attesa dell’arrivo di Teia – mosse incontro all’esercito bizantino con circa 8 000 uomini. Giunto presso una località che i contadini chiamavano “Le Tagine”, i due eserciti si scontrarono in una battaglia nella quale l'esercito Goto fu sbaragliato e lo stesso Totila perse la vita.